# 포엘
포엘(4L, 영어: Four Ladies)은 제이드콘텐츠미디어 소속의 대한민국의 3인조 걸 그룹이다. 최초에는 4인조로 데뷔한 걸 그룹이었다.
소속사의 무리한 섹시 컨셉으로 노이즈 마케팅을 노렸으나, 결국 컨셉에 못 이긴 멤버 '예슬'이 탈퇴했다. 현재 오랫동안 컴백을 하지 않아 팬들의 불만을 삼고 있으며, 사람들은 뮤직 비디오의 감독에 불만을 삼고 있다. 또한 나머지 멤버들의 활동에 대해 걱정하고 있다. 일부 네티즌들은 소속사를 비난하고 있기도 한다.
8월 4일 데뷔싱글 〈무브〉가 발매되었다.

## 구성원
| 이름   | 소개                                                                      |
| ------ | ------------------------------------------------------------------------- |
| 차니   | - 이름 : 박찬희 - 포지션 : 리더, 보컬, 래퍼 - 활동기간 : 2014년 8월 1일 ~ |
| 제이나 | - 이름 : 정진화 - 포지션 : 보컬 - 활동기간 : 2014년 8월 1일 ~             |
| 자영   | - 이름 : 유자영 - 포지션 : 래퍼 - 활동기간 : 2014년 8월 1일 ~             |

## 이전 구성원
| 이름 | 소개                                                          |
| ---- | ------------------------------------------------------------- |
| 예슬 | - 이름 : 강예원 - 포지션 : 보컬 - 활동기간 : 2014년 8월 1일 ~ |

## 음반 목록
싱글 앨범
- 2014년 - 무브

## 방송
| 방송사 | 분류 | 프로그램명     | 출연 | 기간       |
| ------ | ---- | -------------- | ---- | ---------- |
| ETN    | 예능 | 《차트폴리오》 | 포엘 | 2014.8.15  |
| 국방TV | 예능 | 《위문열차》   | 포엘 | 2014.11.15 |